# Хрящ-молочник камфорний
Хрящ-молочник камфорний (Lactarius camphoratus) — вид грибів роду хрящ-молочник (Lactarius). Сучасну біномінальну назву надано у 2005 році.

## Будова

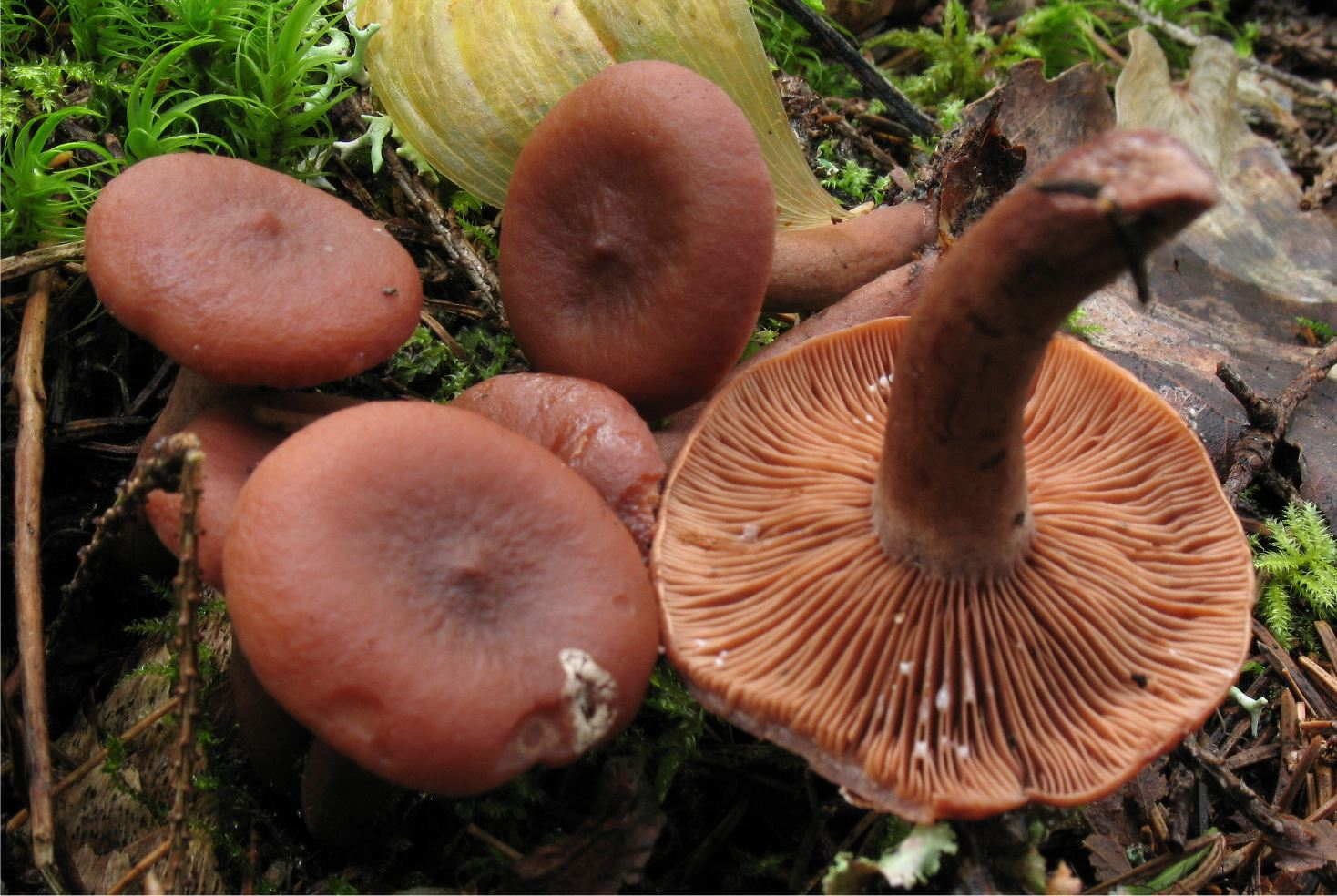
Група грибів

Малий витончений хрящ-молочник. Темно-горіхова чи червоняста воронкоподібна шапинка 2-6 см з горбиком у центрі. Ніжка близько 5 см. Має сильний запах мокрого полотна у свіжому вигляді. М'якуш та рожево-жовті пластини виділяють водянистий молочний сік. Спори кремові.

## Життєвий цикл
Росте в серпні — листопаді.

## Поширення та середовище існування
Поширений у помірній зоні Євразії і Північної Америки. Зустрічається групами під хвойними та широколистяними деревами.

## Практичне використання
У сушеному стані має сильний запах карі і використовується як приправа.